# Gran Premio San Giuseppe
Der Gran Premio San Giuseppe ist ein italienisches Straßenrad-Eintagesrennen.
Der Gran Premio San Giuseppe wurde im Jahr 1985 zum ersten Mal ausgetragen. Von 2005 bis 2013 war er Teil der UCI Europe Tour und war in die UCI-Kategorie 1.2 eingestuft. Das Rennen findet jährlich im März statt. Rekordsieger ist der Italiener Enrico Battaglin, welcher das Rennen als bisher einziger Fahrer zweimal gewinnen konnte.

## Siegerliste
- 2019  Daniel Smarzaro
- 2018  Filippo Tagliani
- 2017  Daniel Savini
- 2016  Nicola Bagioli
- 2015  Gianni Moscon
- 2014  Nicola Gaffurini
- 2013  Luca Chirico
- 2012  Ilja Gorodnitschew
- 2011  Enrico Battaglin (2)
- 2010  Enrico Battaglin
- 2009  Alessandro Malaguti
- 2008  Damian Walczak
- 2007  Andrei Solomennikow
- 2006  Antonio Bucciero
- 2005  Martin Pedersen
- 2004  Mirko Allegrini
- 2003  Aljaksandr Kuschynski
- 2002  Antonio Aldape
- 2001  Samuele Vecchi
- 2000  Roberto Savoldi
- 1999  Mirko Marini
- 1998  Nicola Ramacciotti
- 1997  Moreno Di Biase
- 1996  Stefano De Mauri
- 1995  Alan Palotto
- 1994  Alessandro Calzolari
- 1993  Giuseppe Soldi
- 1992  Stefano Dante
- 1991  Flavio Anastasia
- 1990  Daniele Bruschi
- 1989  Stefano Casagrande
- 1988  Andrea Solagna
- 1987  Tiziano Brichese
- 1986  Fabio Roscioli
- 1985  Marcello Bartalini